# Satyrus fumigatus
Satyrus fumigatus är en fjärilsart som beskrevs av Andrej Nikolajewitsch Avinoff 1910. Satyrus fumigatus ingår i släktet Satyrus och familjen praktfjärilar. Inga underarter finns listade.